# ハーフ・ヒーロー
ハーフ・ヒーロー（50/50 Heroes）は、2022年9月5日からフランスのCITVで放送されているサイバー・グループ・スタジオ製作のテレビアニメ。日本では2023年3月21日にディズニーチャンネルで第1話と第2話を先行放送したあと、3月25日からレギュラー放送されている。

## 概要
ロッドから出た謎の光によってスーパーヒーローになった兄のモーとサム。ふたりの力で良い事に使い、日常生活のトラブルから遠ざけるのだった。

## キャラクター
モー
声 - ファニー・ブロック、海渡翼（日本語吹き替え版）
サム
声 - トーマス・サゴルス、飯沼南実（日本語吹き替え版）

## エピソード
| 話数 | 邦題                                              | 原題                                            | 日本放送日     |
| ---- | ------------------------------------------------- | ----------------------------------------------- | -------------- |
| 1    | ダンスでエキサイト / 兄で息子                     | Entrez dans la danse / Frère et fils            | 2023年 3月21日 |
| 2    | リスたちを救え / 未来を見よう                     |                                                 | 2023年 3月21日 |
| 3    | ハミーの夢／ブツブツ・パニック                    | Le Rêve de Riton / L'acné de tous les dangers   | 4月2日         |
| 4    | モーの怪力パワー / 壁を通り抜けろ                 | Mo à un incroyable talent / Les passes-muraille | 4月9日         |
| 5    | アンバーの歌声 / カッコよくなりたい               |                                                 | 4月16日        |
| 6    | それいけレニー・マン / クローンにおまかせ?!       |                                                 | 4月23日        |
| 7    | 兄妹で入れ替わろう / 最高のプレゼント             |                                                 | 4月30日        |
| 8    | 学校の宣伝大作戦 / 水かけ合戦の後始末             |                                                 | 5月21日        |
| 9    | 学校をハイテクに / 目撃者は植物                   |                                                 | 5月21日        |
| 10   | お気に入りは誰？ / 言葉の力                       |                                                 | 5月21日        |
| 11   | 校長室侵入計画 / お兄ちゃんを取り戻せ             |                                                 | 5月21日        |
| 12   | エコ係になったサム / 図書館の秘密                 |                                                 | 6月4日         |
| 13   | 王様はどっち？ / 小さくなったら大ピンチ           |                                                 | 6月11日        |
| 14   | よけいなところは早送り / モーがギターを弾いたなら |                                                 | 6月25日        |
| 15   | ピクルス恐怖症 / こだわりのスタイル               |                                                 | 7月2日         |
| 16   | お仕事体験 / くっつくパワー                       |                                                 | 7月9日         |
| 17   | 空飛ぶヒーロー / ゲームの世界の大冒険             |                                                 | 9月3日         |
| 18   | みんなでリンボー！ / お天気は気分しだい           |                                                 | 9月10日        |
| 19   | サムのピエロ修行 / 黄金の靴下探し                 |                                                 | 9月17日        |
| 20   | スーパーヴィランを倒せ / 夢のお昼寝部屋           |                                                 | 9月24日        |
| 21   | ブリック先生の手料理 / 間違えられたパワー         |                                                 | 10月8日        |
| 22   | スーパーパワーを全部乗せ / 早く大人になりたくて   |                                                 | 10月15日       |
| 23   | シュートを決めろ！ / 大好きなネコ                 |                                                 | 10月22日       |
| 24   | インターネットに潜入せよ / スピード出しすぎ注意   |                                                 | 11月5日        |
| 25   | 時をさかのぼって / 消えたハエたたき               |                                                 | 11月12日       |
| 26   | 奪われたセプター / 戦いの果てに                   |                                                 | 11月12日       |